# آني سامسونيان
آني سامسونيان ( (بالأرمنية: Անի Սամսոնյան)‏ . من مواليد 10 فبراير 1990) ، هي سياسية وصحفية أرمنية، وعضو في الجمعية الوطنية منذ انتخابها في عام 2018 لانتخاب برايت أرمينيا،  تقلدت هذا المنصب في 14 يناير 2019.
وُلدت في يريفان عام 1990 ، تخرجت من الجامعة التربوية الحكومية الأرمنية في عام 2011. تابعت دراستها في قسم العلاقات الدولية في المركز الدولي للعلوم والتعليم التابع للأكاديمية الأرمينية الوطنية للعلوم بين عامي 2011 و 2013. 